# SPB (entreprise)
SPB (Société de prévoyance bancaire) est un groupe français fondé en 1965, historiquement spécialisé dans le courtage d'assurance affinitaire.

## Activité
Le groupe SPB conçoit et gère des offres d’assurance et d’assistance pour les produits et services du quotidien (banque, télécom, automobile, distribution, énergie, médical, mobilité, voyage). Il est également spécialisé dans la réparation, le reconditionnement et le recyclage de produits électroniques.
Le groupe SPB est composé de plusieurs sociétés de courtage : SPB, Insurance2go, AVI International, C2A Garantie. Sa filiale Save Group était dédiée à la réparation, au reconditionnement et au recyclage de produits.
En 2023, l'entreprise est rachetée par un fonds d'investissement et arrête ses activités de réparation et de reconditionnement.